# Wielkoryżak
Wielkoryżak (Megalomys) – wymarły rodzaj ssaka z podrodziny bawełniaków (Sigmodontinae) w obrębie rodziny chomikowatych (Cricetidae).

## Zasięg występowania
Rodzaj obejmował gatunki występujące na Martynice, Saint Lucii i Barbadosie.

## Systematyka
Rodzaj (w randze podrodzaju w obrębie Hesperomys) zdefiniował w 1881 roku francuski zoolog Édouard Louis Trouessart na łamach Le Naturaliste. Na gatunek typowy Trouessart wyznaczył (oryginalne oznaczenie) wielkoryżaka martynikańskiego (M. desmarestii). 

### Etymologia
- Megalomys: gr. μεγας megas, μεγαλη megalē ‘wielki’, duży; μυς mus, μυος muos ‘mysz’[8].
- Moschomys: gr. μόσχος moskhos ‘piżmo’; μυς mus, μυος muos ‘mysz’[9].
- Moschophoromys: gr. μόσχος moskhos ‘piżmo’; φερω pherō ‘nosić’; μυς mus, μυος muos ‘mysz’[3].

### Podział systematyczny
Do rodzaju należą następujące wymarłe po 1500 roku gatunki:
- Megalomys georginae Turvey, Brace & Weksler, 2012
- Megalomys desmarestii (J.B. Fischer, 1829) – wielkoryżak martynikański
- Megalomys luciae (Forsyth Major, 1901) – wielkoryżak karaibski
- Megalomys camerhogne Mistretta, Giovas, Weksler & Turvey, 2021

Opisano również gatunki wymarłe w plejstocenie:
- Megalomys audreyae Hopwood, 1926[11] (Barbuda) – przynależność do rodzaju Megalomys niepewna[12]
- Megalomys curazensis Hooijer, 1959[13] (Curaçao)